# Heimesdom
Heimesdom är en bergstopp i Antarktis. Den ligger i Östantarktis. Nya Zeeland gör anspråk på området. Toppen på Heimesdom är 2 959 meter över havet.
Terrängen runt Heimesdom är kuperad åt nordost, men åt sydväst är den bergig.  Trakten är obefolkad. Det finns inga samhällen i närheten.